# Мария Манчини
Мария Манчини (на френски: Marie Mancini; * 28 август 1639, Рим, Папска държава; † 8 май 1715, Пиза, Велико херцогство Тоскана) е чрез брак принцеса на Палиано и херцогиня на Талякоцо, първата голяма любов на крал Луи XIV.
Тя е третата по възраст от петте известни сестри Манчини, които заедно с двете им братовчедки Мартиноци са известни в двора на Луи XIV като Мазаринетки, тъй като техният вуйчо е министър-председателят на краля, кардинал Джулио Мазарини. След брака на краля с испанската инфанта Мария Тереза Мария напуска френския двор и се омъжва в Италия.

## Произход
Мария е дъщеря на барон Микеле Лоренцо Манчини (* 1602, † 1656), некромант, алхимик и астролог, и на Джеронима/Джиролама Мазарини (* 1614, † 1656), сестра на кардинал Мазарини, който управлява Франция от 1643 до 1661 г. Има трима братя и шест сестри:
- Лаура (* 1636, † 1675), съпруга на Луи дьо Бурбон, херцог на Вандом
- Паоло Джулио (* 1636, † 1652 или 1654)
- Олимпия (* 1638; † 1708), графиня на Соасон като съпруга на Евгений Маврикий Савойски-Каринян, майка на известния пълководец принц Евгений Савойски
- Филипо Джулио (* 1641, † 1707), херцог на Невер (от 1660), рицар на Ордена на Светия Дух и лейтенант от Първа рота на кралските мускетари (преди граф Д'Артанян), съпруг на Диан Габриел Дама
- Маргарита (* 1643)
- Алфонсо (* 1644, † 1658)
- Ортензия (* 1646, † 1699), съпруга на Арман-Шарл дьо ла Порт, херцог дьо Ла Мейлере, любовница на крал Чарлз II
- Анна (* 1647)
- Мария Анна (* 1649, † 1714) съпруга на Морис Годфроа дьо Ла Тур д'Оверн, херцог на Буйон, племенник на известния маршал на Франция Тюрен, покровителка на Жан льо Лафонтен

Семейство Манчини не са единственото семейство от жени, които кардинал Мазарини приема във френския двор. Другите братовчедки на Мария са дъщерите на по-голямата сестра на Мазарини. Най-голямата, Лаура Мартиноци, се омъжва за Алфонсо IV д'Есте, херцог на Модена и Реджо, и е майка на Мария Беатриче д'Есте, втора съпруга на Джеймс II. По-младата, Анна Мария Мартиноци, се омъжва за Арман, принц на Конти.

## Биография

### Младежки години
Тя е родена и израснала в Рим. След смъртта на баща ѝ през 1650 г. майка ѝ я отвежда в Париж заедно с четирите ѝ сестри Лаура, Олимпия, Ортензия и Мария Анна, надявайки се да използва влиянието на брат си, кардинал Мазарини, за да получи изгодни бракове за тях. Във Франция името на Мария е францизирано на Мари. Там сестрите Манчини и двете им братовчедки Лаура и Анна-Мария Мартиноци стават известни с прозвището „Мазаринетки“. Веднага правят впечатление на придворните със своята жизненост. Те веселят крал Луи IV и брат му Филип и играят с тях на всякакви игри.
Като деца момичетата не са по вкуса на парижкия елит – „прекалено тънки, прекалено мургави и дори големите им очи се струваха на придворните грозни като на сови...“

### Връзка с Луи XIV
С възрастта младият френски крал започва да приема приятелките от детинство като привлекателни дами. Смята се, че той е в интимни отношения с поне четири от тях. Първо се влюбва в Олимпия, но това се случва в момент, когато Мазарини вече има планове за кралска съпруга. Младата италианка е принудена да напусне Париж и да се омъжи за принц Евгений Маврикий Савойски-Соасон, и става майка на известния по-късно имперски генерал Евгений Савойски. Дотогава Мария, макар и тайно влюбена в краля, не открива чувствата си. Но през юли 1658 г., след като участва в похода за превземането на Дюнкерк, Луи се разболява от треска и всички решават, че ще умре. Тя отива при него и смятайки, че е не я чува, му се разкрива със сълзи на очи. Оказва се обаче, че кралят е чул всичко и остава трогнат. В резултат той кани Мария във Фонтенбло, където прекарват две фантастични седмици. Така започва кратка, но бурна връзка, основана на чиста любов, без сексуални отношения. Мария Манчини оказва положително въздействие върху него – създава му интерес към литературата, насърчава самочувствието му. Историците от ХІХ век дори приемат, че благодарение на нея се е родил бъдещият велик монарх. „Кралят беше на двадесет години – пише Амедей Рене – а все още покорно се подчиняваше на майка си и Мазарини. Нищо в него не предвещаваше могъщия монарх. При обсъждане на държавните дела той видимо скучаеше и предпочиташе друг да носи бремето на властта. Мария пробуди в Луи ХІV дремещата гордост, като беседваше с него за славата и за щастието да можеш да заповядваш. Може би заради личните си интереси, но тя искаше нейният герой да се държи като коронована особа.“
Когато дворът се завръща във Фонтенбло, Мария Манчини става негов център, начело на празненства и балове, наследявайки сестра си Олимпия, която преди това е била облагодетелствана от краля. Подобно на нея Мария е ценена и обгръща връзката си с краля с буйно романтично въображение, вдъхновено от Лудовико Ариосто и Торкуато Тасо. За около година, по думите на графиня дьо ла Файет, Мария Манчини става абсолютна любимка на краля. Луи е толкова влюбен, че решава да се ожени за нея. Той го съобщава директно на майка си Анна Австрийска, която изпада в ужас. После се опитва да привлече на своя страна кардинал Мазарини. Иска официално ръката ѝ и обещава големи облаги за семейството му. Мазарини е изкушен, но Анна е твърдо против. Заплашва кардинала с пълно скъсване на отношенията, дори с лишаване на Луи от трона. Когато той се съгласява с нея, кралят отчаяно се моли, изтъквайки личното си щастие. В онази епоха обаче личното щастие на владетелите рядко се свързва с брака. Мария е отпратена и скоро трябва да се върне в Италия, а Луи се подготвя за среща със своята бъдеща испанска съпруга Мария-Тереза Испанска. Така още в младите си години той преживява страшно разочарование, което вероятно го научава да бъде предпазлив в любовните си връзки.
Принудителното преместване на Мария за няколко месеца, първо в Абатство „Лис“ в Дамари ле Лис в Ла Рошел, а след това в Йер Бруаж, и последният ѝ разговор с Луи XIV преди нейното напускане от двора на 22 юни 1659 г., вероятно вдъхновява известен стих на Расин в неговата трагедия „Беренис“: Vous êtes empereur, Seigneur, et vous pleurez! („ Вие се императорът, Господарю, и вие плачете!“).

### Семеен живот и смърт
През 1661 г. Мария Манчини се омъжва за младия, хубав и богат италианец Лоренцо Онофрио Колона, принц и херцог на Палиано, херцог на Талякоцо, конетабъл на Неаполитанското кралство. Това е чудесна възможност. Според някои мнения „от такъв жених можеше да е доволна дори една принцеса“. Двамата отиват да живеят в Рим. От брака им се раждат три момчета, но щастие не спохожда семейството. Първата обида, която тя преживява, е учудването на мъжа ѝ, че още е девствена. На всеослушание той разказва как е бил убеден, че е любовница на краля. След като дава трима сина на съпруга си, Мария чувства, че може да избегне брачния си дълг, докато преследва ухажори. Известни са и изневерите на съпруга ѝ, но той, с обидчив и буен характер, отказва разпуснатия живот на жена си. Твърдейки, че се страхува за живота си, Мария напуска съпруга и децата си, за да пътува из Европа със сестра си Хортензия, херцогиня Мазарини, и с брат им Филип, херцог на Невер. След десет години на подозрения и скандали тя напуска съпруга си (1672 г.) и се връща във Франция, при единствения човек, който я е обичал – кралят. В това време обаче много неща са се променили. Във Версай властва „прекрасното чудовище“ Мадам дьо Монтеспан и кралят не смята да се разделя с нея.
Когато през 1689 г. съпругът ѝ умира, Мария отново се оказва в Италия и се установява в Пиза. Там живее до смъртта си. Умира четири месеца преди Луи XIV през 1715 г., на 75-годишна възраст. Погребана е в църквата „Санто Сеполкро“. Нарежда над гроба ѝ да не бъде написано нищо друго освен MARIA MANCINIA COLVMNA PVLVIS ET CINIS („Мария Манчини Колона Прах и пепел“)

## Брак и потомство
∞ 15 април 1661 в Париж за Лоренцо Онофрио Колона (* 19 април 1637, Палермо; † 15 април 1689, Рим), вицекрал на Арагон през 1678 г., регент на Неапол през 1689 г., велик конетабъл на Кралство Неапол, принц на Кастильоне, 8-ми принц и херцог на Палиано, 7-ми херцог на Талякоцо, 5-ти херцог на Марино, 1-ви херцог на Мираля, маркиз на Каве и Джулиана, граф на Чекано, барон на Санта Катерина, господар на Антиколи, Кастро, Дженацано, Рипи, Рока ди Каве, Рока ди Папа и др., рицар на Ордена на Златната шпора. От него има трима сина:
- Филипо Колона (* 7 април 1663, Рим; † 6 ноември 1714, пак там), велик конетабъл на Кралство Неапол от 1689 г., 9-и херцог и принц на Палиано, 6-и херцог на Марино, 2-ри херцог на Мираля, 8-и херцог на Талякоцо, Марси и Корваро, принц на Сонино и Кастильоне, маркиз на Каве, Атеса и Джулиано, граф на Чекано, Реджо, Албе, Киуза и Манопело, барон на Карсоли, Вале ди Ровето, Вал Коренте, Оливиеро, Калтамауро, Айдоне, Бурджо, Монтеалегро, Контеса, Серо, Нобара, Плазано, Санта Катерина, господар на Дженацано, Рока ди Папа, Рипи и др., рицар на Ордена на Златната шпора и на Ордена на Златното руно; ∞ 1. 20 април 1681 за испанската благородничка Лоренца де Ла Серда де Арагон и Кардона, от която няма деца 2. 1697 в Рим за Олимпия Памфили, от която има осем деца
- Маркантонио Колона
- Карло Колона (* 17 ноември, 1665, Рим; † 8 юли 1739, пак там), кардинал